# Yên Mục hầu
Yên Mục hầu (chữ Hán: 燕穆侯; trị vì: 728 TCN-711 TCN), hay còn gọi là Yên Mâu hầu, là vị vua thứ 15 của nước Yên - chư hầu nhà Chu trong lịch sử Trung Quốc.
Ông là con của Yên Trịnh hầu- vị vua thứ 14 nước Yên, không rõ tên thật của ông là gì. Năm 728 TCN, Yên Trịnh hầu mất, Yên Mục hầu lên nối ngôi.
Sử sách không ghi rõ những hành trạng của ông trong thời gian ở ngôi cũng như những sự việc xảy ra liên quan đến nước Yên dưới thời của Mục hầu.
Năm 711 TCN, Yên Mục hầu qua đời. Ông làm vua được 18 năm. Con ông là Yên Tuyên hầu lên nối ngôi.